# مابوندو كوني
مابوندو كوني (من مواليد 16 مايو 1997) هو لاعبة ألعاب قوى من ساحل العاج يتنافس كعداء سريع. ركضت كجزء من فريق ساحل العاج في سباق 4 × 100 متر تتابع، الذي تأهل إلى أولمبياد باريس 2024 في بطولة العالم للتتابع 2024 في ناساو، جزر البهاما في مايو 2024. احتلت المركز الثاني في ذلك الشهر خلف شيريكا جاكسون في سباق 200 متر في حدث الدوري الماسي 2024 اجتماع محمد السادس الدولي لألعاب القوى 2024 في الرباط. في يونيو 2024، احتلت المركز الخامس في سباق 200 متر في حدث الدوري الماسي باوهاوس-غالان 2024 في ستوكهولم. في يونيو 2024، فازت بالميدالية البرونزية في سباق 100 متر في بطولة أفريقيا في دوالا، الكاميرون.
تنافست في دورة الألعاب الأولمبية الصيفية 2024 في باريس، فرنسا في سباق 200 متر، ووصلت إلى الدور نصف النهائي. كما تنافست في سباق 100 متر ولم تتمكن من تجاوز جولة التصفيات. وكانت أيضًا ضمن فريق التتابع الوطني الذي تنافس في سباق 4 × 100 متر تتابع في الألعاب الأولمبية.